# کمک رایگان با یک کلیک
وب سایت‌های "کمک رایگان با یک کلیک" وب سایت‌هایی هستند که کاربران می‌توانند با کلیک بر روی یک لینک به خیریهها کمک اهدا کنند . این نوع کمک بدون پرداخت مبلغ به صورت مستقیم توسط کاربران صورت می‌گیرد . این مبلغ از طریق تبلیغاتی به دست می‌آید که پس از کلیک کاربر، نمایش داده می‌شود . 
هزینه کمک‌ها، توسط اسپانسرهایی تهیه می‌شود که تبلیغاتشان در صفحه‌ای که باید در آن کلیک انجام شود، وجود دارد .
بسیاری از خیریه‌ها این سبک را از اوایل دهه 90 میلادی شروع کرده‌اند. 
در این نوع سایت‌ها، عموماً کلیک کردن هر کاربر، به تنهایی منجر به جمع شدن مبلغ کمی(حدوداً چند سنت به ازای هر کلیک ) می‌شود . هدف نهایی جمع شدن مقادیر اندک اهدایی و تبدیل آن به مقداری زیاد می‌باشد .

## طبقه‌بندی کمک‌ها
کمک‌های این سایت‌ها عموماً در دسته‌های زیر طبقه‌بندی می‌شوند :
- کمک‌های تغذیه ای
- کمک‌های مربوط به سلامتی و جلوگیری از بیماری‌ها
- آموزش
- محیط زیست
- حقوق حیوانات

## روش‌های کمک
برخی از سایت‌ها، روش‌های متفاوتی را غیر از کلیک کردن برای کمک برگزیده‌اند .  مانند :
- حل کردن یک پازل
- دیدن یک ویدئو یا شنیدن یک موسیقی
- پاسخ دادن به چند سؤال ( عموماً معلومات عمومی یا لغت معنی زبان)

و ...